# Levické rybníky
Levické rybníky jsou chráněný areál v katastrálním území města Levice v okrese Levice v Nitranském kraji na Slovensku. Území bylo vyhlášeno v roce 1974 a jeho rozloha je 91,83 hektaru. Předmětem ochrany je lokalita výskytu vodního ptactva a vodních společenstev.